# Paul Genevay
Paul Genevay (né le 21 janvier 1939 à La Côte-Saint-André et mort le 11 mars 2022 à Bourgoin-Jallieu) est un athlète français spécialiste du 100 mètres et du 200 mètres.

## Carrière
Les origines de Paul Genevay sont lyonnaises et grenobloises. Il a fait partie du Lyon olympique universitaire (L.O.U.).
Il se distingue durant la saison 1959 en remportant le titre du 200 m des Jeux méditerranéens de Beyrouth. Vainqueur des Championnats de France d'athlétisme dès l'année suivante avec le temps de 21 s 1, il participe aux Jeux olympiques de Rome, compétition dans laquelle il est éliminé en demi-finale du 200 m et au premier tour du relais 4 × 100 m. En 1962, Paul Genevay termine au pied du podium du relais 4 × 100 m des Championnats d'Europe de Belgrade.
Sélectionné pour les Jeux olympiques d'été de 1964, Paul Genevay remporte la médaille de bronze du relais 4 × 100 mètres aux côtés de Bernard Laidebeur, Claude Piquemal et Jocelyn Delecour. L'équipe de France, qui établit le temps de 39 s 3, se classe derrière les États-Unis et la Pologne.
Sélectionné cinquante fois en équipe de France, sous la houlette de Paul Messner, ses records personnels sont de 10 s 3 sur 100 mètres (1966) et 21 s 0 sur 200 mètres (1964). Tous les temps signalés sont sur pistes cendrées, soit quelques dixièmes de secondes (ou entre 20 et 50 centièmes) en plus comparés au temps sur du Tartan lequel a envahi les pistes officielles par la suite.
Il meurt le 11 mars 2022 à l'âge de 83 ans,.

## Palmarès
| Date | Compétition         | Lieu     | Place | Discipline | Épreuve      |
| ---- | ------------------- | -------- | ----- | ---------- | ------------ |
| 1959 | Jeux méditerranéens | Beyrouth | 2e    | 100 mètres | 10 s 6       |
| 1959 | Jeux méditerranéens | Beyrouth | 1er   | 200 mètres | 20 s 9       |
| 1959 | Jeux méditerranéens | Beyrouth | 1er   | 4 × 100 m  | 41 s 5       |
| 1959 | Jeux méditerranéens | Beyrouth | 2e    | 4 × 400 m  | 3 min 15 s 4 |
| 1963 | Jeux méditerranéens | Naples   | 2e    | 4 × 100 m  | 40 s 1       |
| 1964 | Jeux olympiques     | Tokyo    | 3e    | 4 × 100 m  | 39 s 3       |

## Décoration
- Officier de l'ordre du Mérite sportif‎ à titre exceptionnel (1959)[3]